# هجوم العمالقة: الثانوية
هجوم العمالقة: الثانوية (進撃！巨人中学校 شينغيكي! كيوجين تشوغاكو) أو الهجوم على العمالقة: الثانوية (بالإنجليزية: Attack on Titan: Junior High) هي سلسلة مانغا وأنمي مقتبسة من هجوم العمالقة، صدرت في أكتوبر سنة 2015. و توقف إصدارها في يناير سنة 2016.
أُصدر للمانغا مسلسل أنمي بدأ عرضه في أكتوبر 2015. إعادة عرضه كان في يناير 2016.

## الحبكة
القصة هي محاكاة ساخرة لمانغا هجوم العمالقة، وتتميز بنسخ تشيبي للشخصيات وهم يحضرون في مدرسة ثانوية الهجوم (進撃中学校). تركز القصة على مغامراتهم المازحة أثناء سنتهم الأولى من المدرسة.

## الشخصيات
شخصيات هذه السلسلة نفسها شخصيات هجوم العمالقة. حيث بقيت الشخصيات الرئيسية نفسها (إيرين ييغر و‌ميكاسا أكرمان و‌أرمين أرليت) بالإضافة إلى شخصيات ثانوية كساشا بلوز.

## الوسائط

### المانغا
ساكي ناكاغاوا بدأ نشر هجوم العمالقة: الثانوية في عدد مايو من مجلة شونن كودانشا مجلة بيساتسو شونن في 9 أبريل 2012. فصل خاص قد نُشر في عدد مايو من مجلة شونن سيريوس الشهرية في 25 مارس 2014. نشرت كودانشا المانغا في صيغة تانكوبون. جُمعت السلسلة في 11 مجلد تانكوبون. في عدد يونيو 2016 - الذي نُشر في 9 مايو - ناكاغاوا علَّق بأن المانغا ستنتهي قريبًا؛ نُشر الفصل الأخير في عدد أغسطس في 9 يوليو 2016.

#### قائمة المجلدات
| 1. الذي فعل ذاك لذاك (それはそれにそれをしました سوري وا سوري ني سوري أو شيماشيتا) 2. العملاق الأبغض 3. الجد أرليرت 4. فخ المنبه 5. العملاق يرن دائمًا مرتين 6. إنهم عمالقة بعد كل شيء 7. نفحة من شيء مثير للاهتمام 8. المجمل |

| 1. هذه ليست لعبة 2. النصر يعني التحقق 3. الجميع بعد المدرسة 4. حب كبير جدًا 5. اقتران 6. لا، أنا لست تحتك 7. طلاب الصفوف الأعلى مخيفون جديًا 8. قوة مطلقة |

| 1. معلومون قمامة 2. ألوان حقيقية 3. الحب هو الألعاب النارية في الماضي البعيد أو ما شابه ذلك 4. إنه مهرجان الصيف! فليجتمع الجميع! 5. أمسك تلك الحشرة! شباب مشتعل! 6. مذاقه مثل طبخ الأم ولكنها لم تطبخه 7. لا مزيد من البطانيات على رأسك |

| 1. مهمة إنقاذ أريكة الصيف 2. لا مزيد من الكسل حول المدرسة 3. بعيدًا يا سيد هانيس 4. إلى اللقاء يا سيد سميث 5. أعِد رسالة الاستقالة تلك! 6. القوة وكذلك القفز 7. أريد أن أتغير 8. الخريف في هذه المانغا 9. ارتفاع الحرارة يجعل الأرز المقلي جيد |

| - ابتهجوا ابتهجوا يا طلاب الثانوية - قتال طعام! ساشا 1. مهرجان المدرسة الأسود 2. أنا إلى الأبد 3. كيف تأخذ الثقافة من معرض الثقافة 4. قلبي الصغير دغدغته الغمائم 5. السيدة التي يمكنها أن تفعل هي السيدة الشهيرة 6. الجميع يريدون أن يحكموا المدرسة 7. غضب إلزي |

| 1. افعل، دونات، أنثى تأكل دونات 2. بي بوب الثانوية 3. المهرج بيرتولت 4. الطاهي الحديدي (14 عام) - بي بوب الثانوية (معركة ملوك نسخة السماء الأربع) - الزعيم ليس بضعيف 1. سأمحو الأوساخ 2. المعركة النهائية! مسابقة تجميل السور 3. الخاتمة، لا ندم |

| 1. الشتاء قادم، لذا فلنرقص - قبل حفل عام المدرسة الجديد 1. أسطورة عملاق الجليد: غموض أنه لا أحد يُقتَل أو ما شابه ذلك 2. أسطورة عملاق الجليد (وهلم جرًا): كل الإجابات - أعطني خبزًا، ووا ووا 1. طرق محنك - أريد أن أصبح الرجل 1. يأتي فقط مرة في العام - كعكات طلاب الصفوف الأدنى المُنكَّهة 1. كوتاتسو هو السلام - البلدة تعرفه باسم زير نساء |

| - اختبار خوف الرياضات 1. عيد الحب حرب 2. وظيفة بدوام جزئي؟ لا مشكلة هجوم العمالقة الثانوية 3. أدخل المعلم ذا الدم الحار! 4. ظروف السيد نايل العائلية 5. حلقة تشابكات الأسرة؟ ليست جيدة 6. حدث الثانوية الغني 7. العرض لا بد أن يستمر |

### الأنمي

#### قائمة الحلقات
| رقم الحلقة                                                               | عنوان الحلقة                                                                    | تاريخ العرض الأصلي |
| ------------------------------------------------------------------------ | ------------------------------------------------------------------------------- | ------------------ |
| 1                                                                        | «بداية المدرسة! العمالقة الثانوية» "نيوغاكو! كيوجين تشوغاكو" (入学！巨人中学校) | 4 أكتوبر 2015      |
| يغادر إرين وميكاسا للمدرسة، ويقابلان كريستا ويمير وساشا وكوني في الطريق. |                                                                                 |                    |
| 2                                                                        | «مطاردة! العمالقة الثانوية» "تسويوسيكي! كيوجين تشوغاكو" (追跡！巨人中学校)      | 11 أكتوبر 2015     |
| 3                                                                        | «كرة مناورة! العمالقة الثانوية» "توكيو! كيوجين تشوغاكو" (闘球！巨人中学校)      | 18 أكتوبر 2015     |
| 4                                                                        | «تنظيف! العمالقة الثانوية» "سيسو! كيوجين تشوغاكو" (清掃！巨人中学校)            | 25 أكتوبر 2015     |
| 5                                                                        | «مذاكرة جدية! العمالقة الثانوية» "موبن! كيوجين تشوغاكو" (猛勉！巨人中学校)      | 1 نوفمبر 2015      |
| 6                                                                        | «رسالة حب! العمالقة الثانوية» "كويبومي! كيوجين تشوغاكو" (恋文！巨人中学校)      | 8 نوفمبر 2015      |
| 7                                                                        | «مواجهة حاسمة! العمالقة الثانوية» "تايكتسو! كيوجين تشوغاكو" (対決 ！巨人中学校) | 15 نوفمبر 2015     |
| 8                                                                        | «مبرد عمود فقري! العمالقة الثانوية» "كايدان! كيوجين تشوغاكو" (怪談！巨人中学校) | 22 نوفمبر 2015     |
| 9                                                                        | «صيف حلو! العمالقة الثانوية» "أماناتسو! كيوجين تشوغاكو" (甘夏！巨人中学校)      | 29 نوفمبر 2015     |
| 10                                                                       | «تزكية! العمالقة الثانوية» "سويسن! كيوجين تشوغاكو" (推薦！巨人中学校)           | 6 ديسمبر 2015      |
| 11                                                                       | «واضح ومشمس! العمالقة الثانوية» "كايسيه! كيوجين تشوغاكو" (快晴！巨人中学校)     | 13 ديسمبر 2015     |
| 12                                                                       | «هجوم! العمالقة الثانوية» "شينغيكي! كيوجين تشوغاكو" (進撃！巨人中学校)          | 20 ديسمبر 2015     |

## وصلات خارجية
- الموقع الرسمي
- الموقع الرسمي
- هجوم العمالقة: الثانوية على موقع ANN manga (الإنجليزية)

 (بالإنجليزية)